# Deutsche in Natal
Zwei Gruppen aus Deutschland ließen sich im 19. Jahrhundert in der damaligen britischen Kolonie Natal, Teil des heutigen KwaZulu-Natal (Südafrika), nieder, die Bergtheil-Kolonisten und die Hermannsburger Missionare.
Im Jahr 1935 lebten etwa 6250 deutschstämmige Einwohner in Natal, auch heute leben noch Nachfahren dieser Einwanderer in Südafrika.

## Die Bergtheil-Kolonisten

### Der Anwerber
Jonas Bergtheil wanderte mit 15 Jahren 1834 von Bayern in die damalige Kapkolonie aus, um seinem Vetter Gabriel Killian, einem dort lebenden Kolonialwarenhändler, zu helfen. 1843, nach der britischen Annexion der Burenrepublik Natalia, reiste er mit dem Schiff Pilot nach Durban. Nach zwei Jahren in Durban ging er eine Partnerschaft mit Philip Jacob Jung ein. Dazu kam 1846 der französische Siedler Hipolyte Jargal. 1847 gründeten diese Drei die Natal Cotton Company. Man ging davon aus, dass Natal ein geeigneter Ort für den Anbau von Baumwolle sein würde. Sie kauften die 15.500 Acre (63 km²) große Farm Wandsbeck von Edmund Morewood, um dort Baumwolle anzupflanzen. Bergtheil versuchte in England geeignete Siedler zu finden. Dort erfolglos, wandte er sich nach Deutschland und fand in Bramsche im Osnabrücker Land willige Siedler, da zu dieser Zeit eine wirtschaftliche Krise herrschte.

### Die Einwanderer
Am 19. November 1847 segelten sie von Bremerhaven im Schiff Bertha in Richtung ihrer neuen Heimat los. Es waren nicht nur Bauern dabei, sondern auch Handwerker (zwei Maurer, ein Zimmermann, ein Strohdecker, ein Weber, zwei Schuster, ein Schneider, ein Wagenbauer und zwei Gärtner), die helfen sollten, ihre neue Heimat aufzubauen. Auch ein Arzt und ein Lehrer waren Teil der Mannschaft.
Diese Gruppe war die erste organisierte Siedlergruppe aus Europa, die sich in Natal ansiedelte. Insgesamt kamen 35 Familien, von denen jede ein Stück Land bekam. 200 Acre für Baumwolle, 10 Acre für Gemüse, sowie ein Grundstück für ein Haus. Die Zuteilung des Grunds wurde durch Los bestimmt. Fünf Familien bekamen Land, das in Westville gelegen war (nach dem damaligen Lieutenant-Governor Martin West benannt). Der Rest siedelte in einem Ort an, der als Neudeutschland (heute New Germany) bekannt wurde.
Der Versuch, Baumwolle anzupflanzen, blieb am Ende aus verschiedenen Gründen erfolglos. Jedoch beschlossen alle Siedler, in der neuen Heimat zu bleiben. Sie verkauften nun Gemüse an das nahegelegene Durban. Die Anfangszeiten waren nicht leicht, denn der Boden war qualitativ nicht der Beste und des Öfteren wurden die Ernten zerstört. Später zog ein Teil der Siedler weiter ins Inland und ließ sich bei Pietermaritzburg und Neu Hannover (heute New Hanover) nieder.

### Religion
Als fromme Lutheraner war es eine große Enttäuschung für die Siedler gewesen, dass sie keinen Pastor hatten. 1848, als Pastor Wilhelm Posselt von der Berliner Mission in Pietermaritzburg war, fragte ihn einer der Siedler, ob er nicht vielleicht bei ihnen einen Gottesdienst halten würde. Am Anfang wurden Neudeutschlands Gottesdienste in einem Packhaus gefeiert. Ein Jahr nach ihrer Ankunft hatten die Siedler ihre erste kleine Kirche gebaut. Die ersten lutherischen Gottesdienste Westvilles wurden im Freien oder in einem Zelt gefeiert, bis sie später eine kleine Halle bauten. Diese diente sonntags als Kirche und während der Woche als Schule.
Heute sind die Kirchen dieser zwei Einwanderergruppen zusammengeschlossen und bilden die Evangelisch-Lutherische Kirche im Südlichen Afrika (Natal-Transvaal).

## Die Hermannsburger Missionsgesellschaft
Die Hermannsburger Missionsgesellschaft wollte ursprünglich in Äthiopien das Volk der Galla missionieren. Nachdem dies aber gescheitert war, ließ sie sich 1854 auf Bitten von Pastor Posselt in Natal nieder, um das Volk der Zulu zu bekehren. Als erste Missionsstation wurde Neu Hermannsburg an der Grenze zwischen Natal und Zululand errichtet. Von hier aus wurden weitere Stationen gegründet. Später wirkten sie auch auf Bitten der burischen Regierung der Südafrikanischen Republik bei dem Volk der Tswana.
Gemeinsam mit den Missionaren sandte die Gesellschaft auch Kolonisten aus Deutschland, die auf den Missionsstationen helfen sollten. Die meisten dieser Siedler stammten aus dem Königreich Hannover, vor allem aus der Lüneburger Heide und sprachen Plattdeutsch.
Die Siedler gründeten Stationen und Ortschaften, deren Namen an Deutschland und die Reformation erinnern. In Zentralnatal, nördlich von Pietermaritzburg, waren dies die Orte Hermannsburg, Wartburg, Harburg, Lilienthal und Neu Hannover. In Nordnatal wurden Christianenburg, Uelzen (bei Glencoe), Verden-Elandskraal (bei Dundee), Glückstadt, Bergen, Lüneburg und Braunschweig gegründet. In Südnatal gründeten die Siedler Alfredia und Bethanien bei Izotsha und in Mpumalanga Augsburg und Wittenberg (zwischen Paulpietersburg und Piet Retief).

## Schulen
In Neudeutschland wurde, wie in vielen anderen deutschen Siedlungen, auch eine Schule gegründet. Sie wurde 1854 mit 35 Schülern eröffnet. F. W. Freese war der erste Lehrer dieser Schule und sein Nachfolger war J. Volek. Zu Voleks Zeit wurde die Schule als Natals beste angesehen. Das erste Schulgebäude wurde 1899 gebaut.
1856 wurde in Hermannsburg die Deutsche Schule gegründet. Einer ihrer Schüler war der spätere burische General und Premierminister Louis Botha. Heute wird die Privatschule von rund 200 Schülern besucht.
Einige Grundschulen in den Ortschaften, wo die Nachfahren der Siedler leben, bieten deutschen Unterricht an.

## Museen
- Das Bergtheil Museum in Westville (Durban), KwaZulu-Natal
- Das alte Missionshaus in Hermannsburg